# Parazygocera baloghi
Parazygocera baloghi är en skalbaggsart som beskrevs av Stefan von Breuning 1978. Parazygocera baloghi ingår i släktet Parazygocera och familjen långhorningar. Inga underarter finns listade i Catalogue of Life.